# Polnische Humanitäre Organisation
Die Polnische Humanitäre Organisation (polnisch: Polska Akcja Humanitarna, PAH; englisch: Polish Humanitarian Action) ist eine polnische Nichtregierungsorganisation.
Die PAH leistet humanitäre Hilfe sowohl in Polen als auch im Ausland. Gegründet und geleitet wird die PAH von Janina Ochojska. Die Organisation entstand 1994 aus einer Initiative von Mitarbeitern der französischen Stiftung EquiLibre in Warschau, Toruń und Łódź.
Der Hauptsitz der PAH befindet sich in Warschau, regionale Büros sind in Krakau und Toruń. Die hauptamtlichen Mitarbeiter werden von Freiwilligen unterstützt. Der Österreichische Auslandsdienst entsendet seit 2004 Sozialdiener an das Büro in Krakau.
Die Zielsetzung der PAH ist es, durch Linderung menschlichen Leidens und Förderung von humanitären Werten eine bessere Welt zu schaffen.

## Projekte in Polen
- Flüchtlingshilfe
- Hampelmannprogramm (pl. Program Pajacyk)
- Hilfe für Repatrianten
- Humanitäre Unterricht

## Internationale Projekte
Die PAH führt in folgenden Ländern verschiedene Entwicklungshilfeprojekte durch: Afghanistan, Iran, Irak, Libanon, Palästina, Sri Lanka, Sudan, Tschetschenien.